# Colin Greenwood

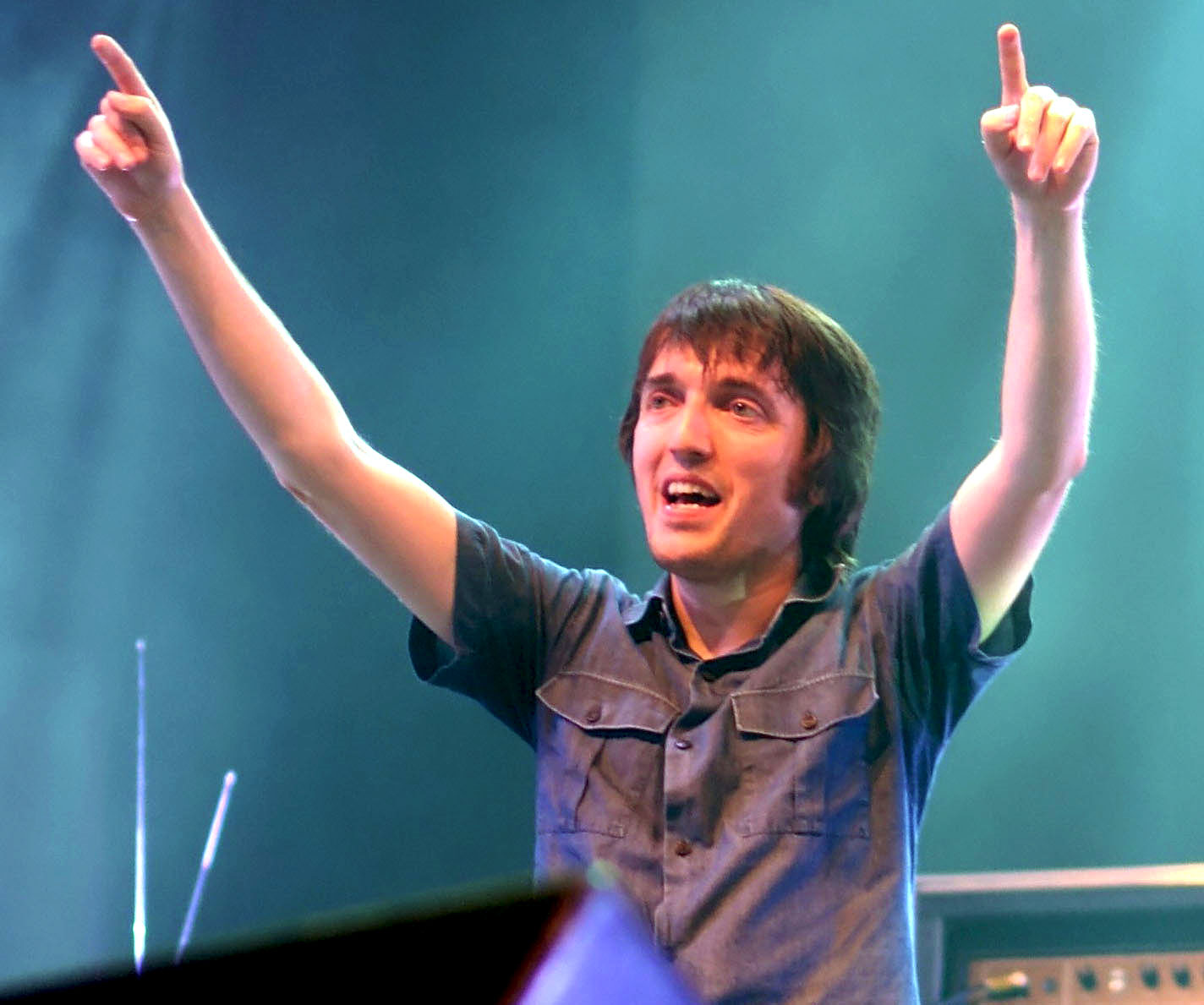
Colin Greenwood

Colin Charles Greenwood (Oxford, 26 juni 1969) is basgitarist en synthesizerspeler bij de Britse rockgroep Radiohead.
Greenwood ging naar de Abingdon Boys School en daarna naar de Universiteit van Cambridge, waar hij Engelse literatuur studeerde. Zijn broer Jonny Greenwood speelt ook in de band. Samen met zijn jongere broer, de gitarist Jonny Greenwood, ging Greenwood naar de Abingdon School in Abingdon, Engeland, waar hij de andere bandleden leerde kennen. Radiohead heeft lovende kritieken gekregen en heeft meer dan 30 miljoen albums verkocht. Greenwood werd in 2019 opgenomen in de Rock and Roll Hall of Fame als lid van Radiohead. 
Greenwood heeft bijgedragen aan soloprojecten van de andere leden van Radiohead en heeft samengewerkt met muzikanten als Tamino, Gaz Coombes, Nick Cave en Warren Ellis. 
Hij is tevens bassist bij Tamino.
- Gemeinsame Normdatei: 112645981X
- International Standard Name Identifier: 0000 0001 3148 3760
- Library of Congress Control Number: no2013085326
- MusicBrainz: f23074f4-2c06-477a-bf1d-12fa66e087ee
- Nationale Bibliotheek van Tsjechië: ola2002151812
- Nationale Bibliotheek van Israël: 987007422489405171
- Virtual International Authority File: 1977149198211674940005
- WorldCat: E39PBJwxJtTbCFQCtWJR9FYwYP